# الطويلة (العدين)

تعديل مصدري - تعديل

الطويلة محلة تابعة لقرية الزهر، التابعة لعزلة الرضائى بمديرية العدين إحدى مديريات محافظة إب في الجمهورية اليمنية، بلغ تعداد سكانها 43 حسب تعداد اليمن لعام 2004.